# کشری

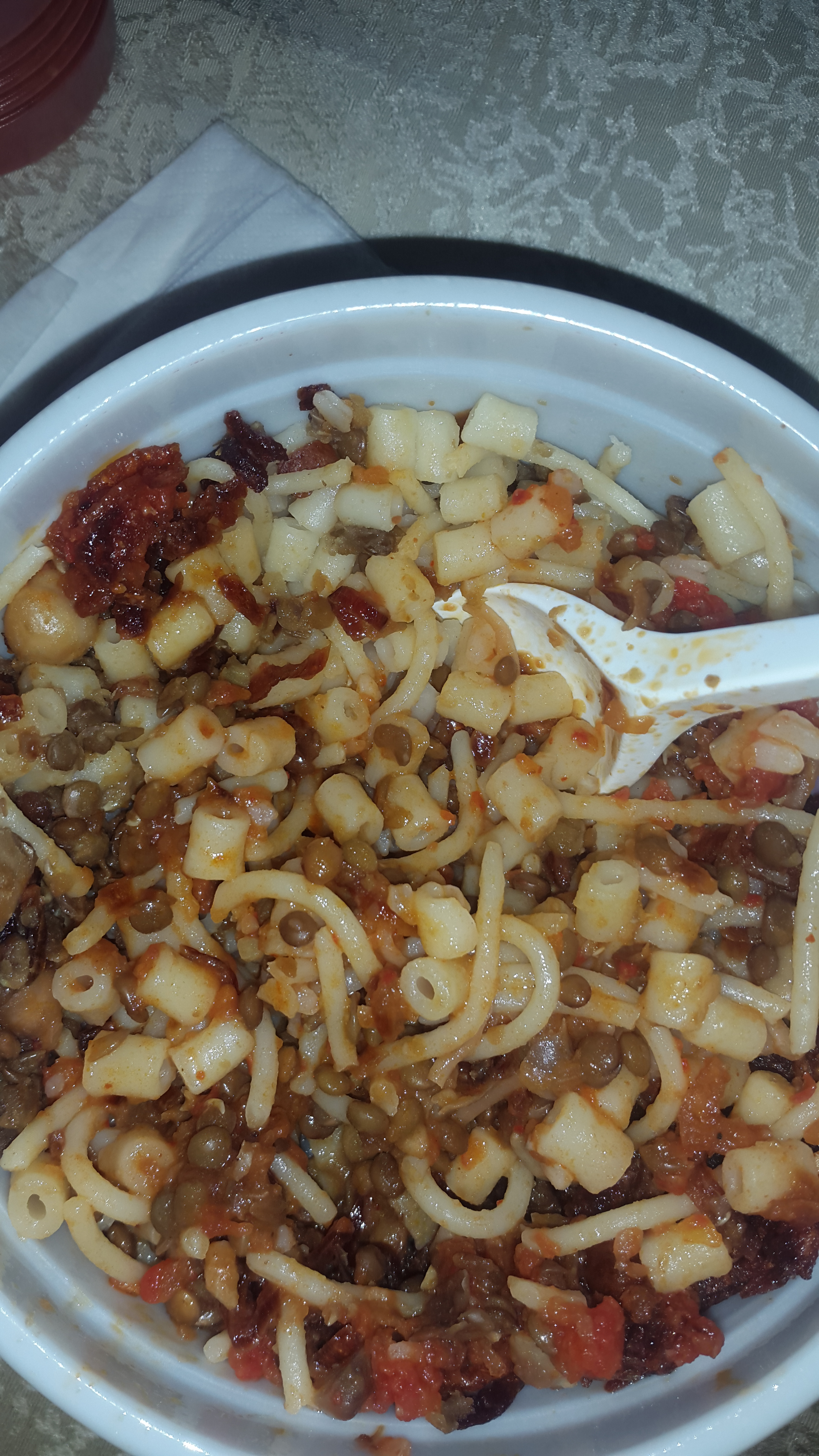
کُشَری ماکارونی و عدس

کُشَری یک خوراک سنتی مصری است؛ که بر پایهٔ برنج، ماکارونی، سس گوجه فرنگی، پیاز سرخ شده، سرکه، سیر، عدس قهوه‌ای و نخود درست می‌شود.
کشری بیشتر خوراک گیاهخوارهاست؛ و میان خانواده‌های مسیحی رواج بیشتری دارد.
کشری محبوب‌ترین، ارزان‌ترین غذای مصری و مشترک میان همهٔ مردم است. همه رستورانهای مصری در منوی خود کشری را سرو می‌کنند.

## تاریخچه
در کتاب‌های مصری پیدایش، واژه مصر باستان «کوشیر» به معنای «غذای آیین‌های خدایان» بود، کوشیر یک غذای صبحانه بود که شامل عدس، گندم، نخود، سیر و پیاز بود که با هم در دیگ‌های سفالی پخته می‌شدند. ادعا شده است که روایت اصلی کتاب به مانثون برمی گردد. اما در آثار گردآوری شده مانثون، نامی از کوشیر به چشم نمی‌خورد. این کلمه به قوانین رژیم غذایی یهودی معروف به کوشر مرتبط نیست. کشیشی از هلیوپولیس آن را به عنوان غذایی برای خوردن پس از روزه گرفتن در روز یازدهم پاچونز، ماهی در تقویم مصر باستان، توصیف کرد. کوشاری به «غذای بینوایان» معروف است. از پیاز سرخ شده، عدس، برنج، ماکارونی و سس قرمز تشکیل شده است. این غذا تا حدودی به غذاهای مدیترانه ای مربوط می‌شود، اما این غذای مصری مواد و طعم‌های متفاوتی دارد، به خصوص سس لیموی محلی مصری که طعم بی نظیری به آن می‌دهد که این غذا برای آن محبوب است.
در سال ۱۸۵۳، کاوشگر ریچارد برتون، در کتاب خود «سفر به مصر و حجاز» کوشاری را به عنوان وعده غذایی صبحانه مردم سوئز ثبت کرد. این شامل عدس مصری، برنج، کره، پیاز و لیمو ترشی بود.

## غذاهای شبیه به کشری
کشری بسیار شبیه به غذاهای هندی و پاکستانی است که با برنج و عدس درست می‌شوند و گمان می‌رود که دستور پخت کشری همراه با کارگران پاکستانی وارد مصر شده است.
همچنین کشری یکی از غذاهای محبوب در سوریه، اردن، اسرائیل، فلسطین، و لبنان است.

## شیوهٔ پخت

#### مواد لازم
- ۱ پیمانه برنج
- ۱ پیمانه ماکارونی (ماکارونی فرمی ریز)
- ۱ پیمانه عدس
- نصف پیمانه نخود
- ۲ پیاز بزرگ
- ۲ حبه سیر
- ۲ پیمانه آب گوجه فرنگی
- ادویه‌جات (زردچوبه، فلفل سیاه، و نمک)
- روغن مایع
- ادویه پلو
- فلفل دلمه ای و یکی دو قاشق سرکه به عنوان چاشنی

عدس و برنج و نخود را هر کدام جداگانه می‌پزند. ماکارونی را آبکش می‌کنند. پیاز رو طلایی و سرخ می‌کنند. پوره گوجه رو به همراه ادویه و سیر می‌پزند تا غلیظ شود. در یک ظرف بزرگ، برنج، عدس و ماکارونی را به آرامی با هم مخلوط کرده، سپس سس گوجه فرنگی را به مخلوط اضافه کنید. پیاز داغ را روی غذا بریزید.
کشری دارای مقدار بسیار بالای نشاسته و کالری است و برای افرادی که اضافه وزن یا چربی خون دارند پیشنهاد نمی‌شود.

## کشری آماده
کشری فوری، در سال ۲۰۲۰ شبیه به رشته فرنگی فوری به صورت آماده در بسته‌بندی، در مصر درست شد. برای آماده کردن به آب گرم و ۵ تا ۱۰ دقیقه زمان نیاز دارد.